# George Lambie
George Lambie (North Ayrshire, Escocia, 17 de abril de 1882 - Winthrop, Massachusetts, Estados Unidos, 19 de noviembre de 1965) fue un árbitro de fútbol estadounidense.

## Trayectoria
Fue un árbitro de fútbol. En 1915, Bethlehem Globe describe a él como uno de los mejores árbitros estadounidenses de fútbol en toda la historia. En 1965 falleció a los 83 años.

## Competiciones en que arbitró
- National Challenge Cup: (1919, 1926).
- American Cup: (1916, 1918, 1920).
- National Cup: (1915).
- American Football Association.